# Предавац
Предавац је насељено место у општини Ровишће, у Бјеловарско-билогорској жупанији, Република Хрватска.

## Историја
До нове територијалне организације у Хрватској место је припадало бившој великој општини Бјеловар.

## Становништво
На попису становништва 2011. године, Предавац је имао 1.254 становника.

## Попис1991.
На попису становништва 1991. године, насељено место Предавац је имало 930 становника, следећег националног састава:
| Попис 1991.‍  | Попис 1991.‍  | Попис 1991.‍ | Попис 1991.‍ | Попис 1991.‍ |
| ------------ | ------------ | ----------- | ----------- | ----------- |
|              |              |             |             |             |
| Хрвати       | Хрвати       |             | 863         | 92,79%      |
| Југословени  | Југословени  |             | 16          | 1,72%       |
| Срби         | Срби         |             | 11          | 1,18%       |
| Чеси         | Чеси         |             | 7           | 0,75%       |
| Словенци     | Словенци     |             | 2           | 0,21%       |
| Македонци    | Македонци    |             | 1           | 0,10%       |
| Црногорци    | Црногорци    |             | 1           | 0,10%       |
| неопредељени | неопредељени |             | 14          | 1,50%       |
| непознато    | непознато    |             | 15          | 1,61%       |
| укупно: 930  |              |             |             |             |